# Новые рубежи
«Но́вые рубежи́» (англ. New Frontiers) — серия космических запусков в рамках проводимой НАСА программы по исследованию наименее изученных районов Солнечной системы.

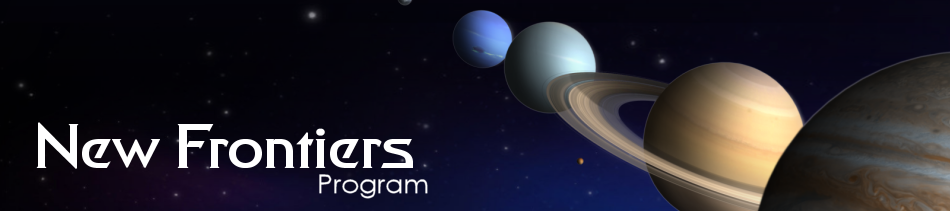
Заголовок программы «Новые Рубежи» на веб-сайте программы, по состоянию на январь 2016 года

В настоящее время по программе осуществляется три рабочих миссии: миссия «Новые горизонты», одноимённый аппарат которой был запущен в 2006 году и достиг Плутона в 2015, «Юнона», запущенный в 2011 и вышедший на орбиту Юпитера в 2016 году и «OSIRIS-REx», запущенный в сентябре 2016 по направлению к астероиду Бенну для его детального изучения с 2018 по 2021 годы и возврата образцов грунта с поверхности. В планах программы также запустить в 2028 году миссию «Dragonfly» для изучения Титана.

## История

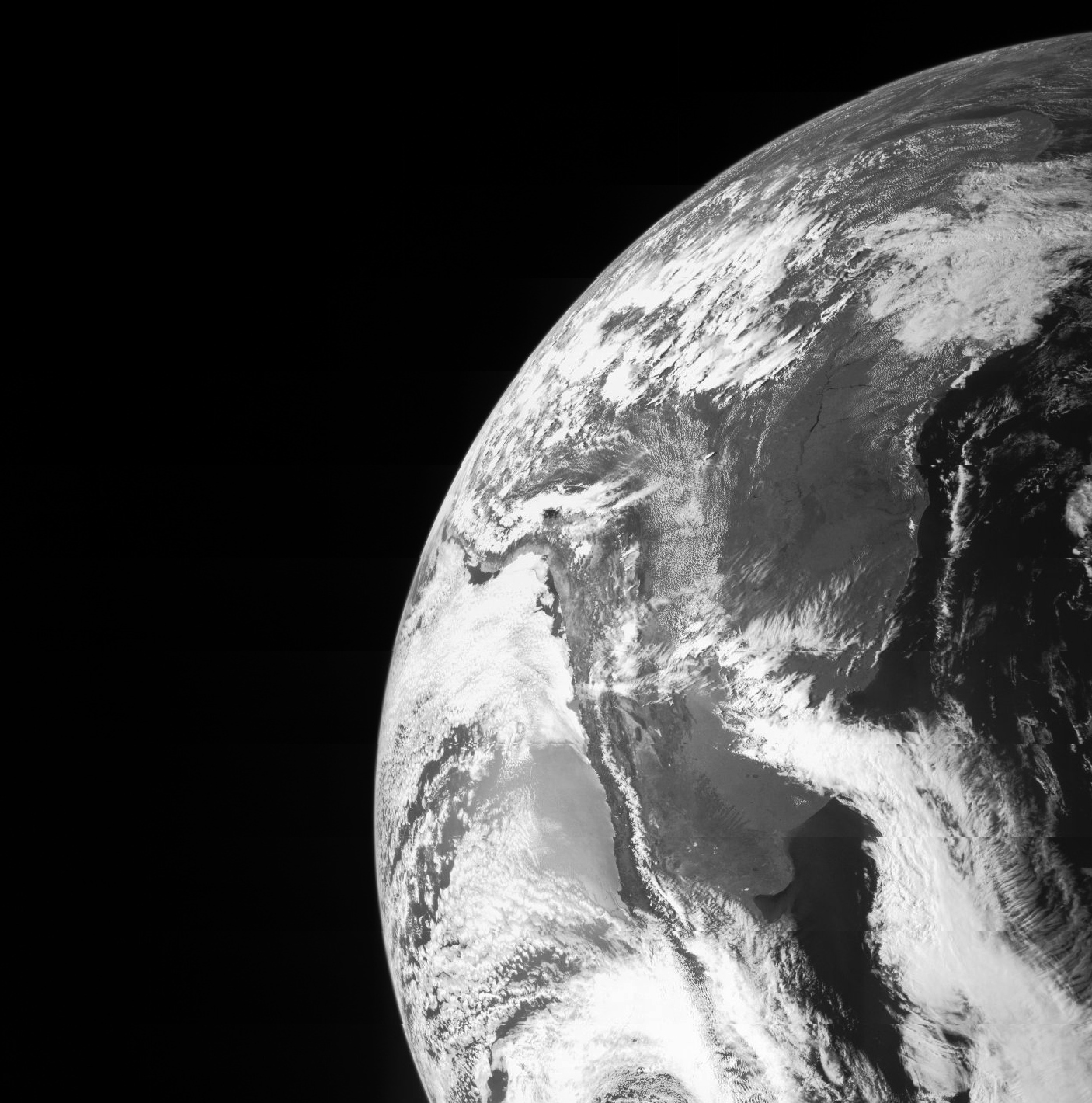
Вид с Джуно на Землю, в Октябре 2013 года, в процессе пролёта мимо Земли на пути к Юпитеру

Начало разработки и защиты программы было положено НАСА в 2002—2003 годах.
Примеры предложенных концепций проектов включали два транша по нескольких концептуальных миссий, основанных на предложениях публикации Национальной академии наук, инженерии и медицины, названной Планетарная Наука: Десятилетний Обзор:
- Первый из них происходит из публикации «Солнечная Система: Интегрированная Стратегия Изучения» (англ. System: An Integrated Exploration Strategy):
  - Исследование Пояса Койпера Спутником Плутона (англ. Pluto Explorer) (реализована миссией New Horizons)
  - Исследование Полярным Орбитальным Спутником и его Спусковыми Аппаратами Юпитера (реализована Миссией Джуно)
  - Venus In Situ Explorer, миссия по исследованию Венеры
  - Восход Луны, миссия возврата образцов грунта Луны
  - Миссия Возврата Образцов Поверхности Кометы (см. миссию OSIRIS-REx, запланированную для исследования околоземный объектов (не комет), а также Rosetta)

- Второй основан на докладе "Виденье и Путешествия по Планетарной Науке в Декаду 2013—2022 " (англ. Vision and Voyages for Planetary Science in the Decade 2013–2022)
  - Наблюдатель за Вулканами Ио[англ.]
  - Лунная Геофизическая Сеть
  - Спусковой Аппарат в Атмосферу Сатурна[англ.]
  - Trojan Tour and Rendezvous

## Рабочие миссии

#### Новые Горизонты(Новые Рубежи 1)
Новые Горизонты, миссия по запуску космического аппарата «Новые горизонты» для исследований Плутона, начатая 19 января 2006 года. После исследования и получения гравитационного ускорения у Юпитера в Феврале 2007 года, аппарат продолжил полёт к Плутону. Главная фаза миссии была достигнута в июле 2015 года, в момент пролёта «Новые горизонты» мимо Плутона, после чего он был направлен в сторону Пояса Койпера, к объекту (486958) 2014 MU69 до 1 января 2019 года, когда запланирован пролёт. Новые Горизонты 2 — другая запланированная в 2005 году совместно с этой миссия, не получившая дальнейшего развития. Стоимость миссии — около 700 млн долларов за 15 лет.

#### Джуно(Юнона, Новые Рубежи 2)

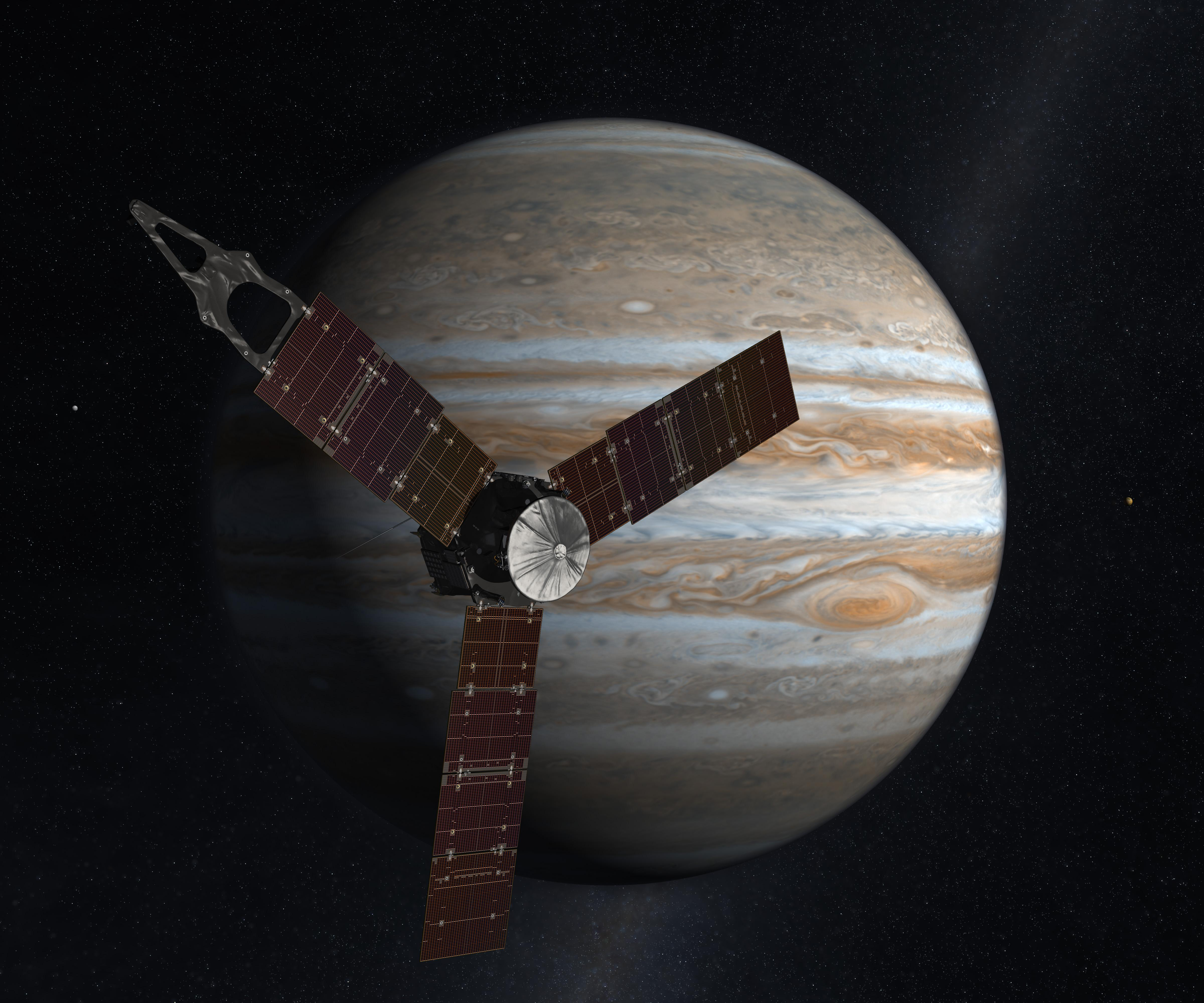
Концепция аппарата «Юнона» в воображении художника.

5 августа 2011 года — запуск аппарата «Юнона». Он предназначается для исследований Юпитера и его спутников с полярной орбиты. Аппарат достиг Юпитера 5 июля 2016 года. Стоимость проекта — около 1 млрд долларов.

#### OSIRIS-REx(Новые Рубежи 3)
Миссия OSIRIS-REx запущена 8 сентября 2016 года. Его целью является изучение астероида (101955) Бенну и забор грунта с последующей доставкой на Землю. Стоимость миссии оценивается приблизительно в 800 млн долларов.

## Четвёртая миссия
В июне 2019 года НАСА утвердило, что четвёртой миссией программы будет аппарат Dragonfly для исследования спутника Сатурна Титана. В рамках миссии планируется создание мультикоптера, способного в течение нескольких лет совершать перелёты на Титане и исследовать поверхность и атмосферу. Запуск миссии запланирован на 2028 год, прибытие в систему Сатурна — на 2036 год. Вторым финалистом конкурса была миссия CAESAR, предназначенная для возврата проб грунта с кометы 67P/Чурюмова — Герасименко.